# Fets kommun
Fets kommun (norska: Fet kommune) var en kommun i Akershus fylke, Norge, vars centralort var Fetsund. De viktigaste näringarna i kommunen var jordbruk, skogsbruk och industri.
Kommunen hade en vänort i  Sverige: Sundbybergs kommun.

## Administrativ historik
Likt andra norska kommuner grundades den på 1830-talet. 1929 delades den och Rælingens kommun bildades. 1962 överfördes Enebakkneset från Enebakks kommun med 379 invånare.
2020 slogs kommunen samman med Skedsmo och Sørums kommuner. Den nya kommunen kom att heta Lillestrøms kommun.

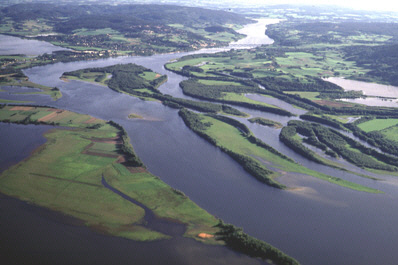
Fets kommun har Nordens största floddelta.